# Matthias Gillner
Matthias Gillner (* 1962) ist ein deutscher katholischer Theologe und Sozialethiker.

## Leben
Matthias Gillner studierte katholische Theologie, Philosophie und Religionspädagogik in Frankfurt am Main, München und Petrópolis (Brasilien). Er erwarb einen M.A. von der Hochschule für Philosophie München (1988) und ein Diplom von der Philosophisch-Theologischen Hochschule Sankt Georgen (1990). Von 1990 bis 1995 war er wissenschaftlicher Mitarbeiter am Lehrstuhl für Katholische Sozialethik der Universität der Bundeswehr Hamburg. 1996 wurde er in katholischer Theologie zum Dr. theol. promoviert.
Danach war er wissenschaftlicher Referent am Institut für Theologie und Frieden in Hamburg. Seit 1999 ist er Dozent für Katholische Sozialethik in der Fakultät Politik, Strategie und Gesellschaftswissenschaften der Führungsakademie der Bundeswehr in Hamburg. Seit 2016 ist er Lehrbeauftragter für Theologische Ethik am Institut für Katholische Theologie an der Universität Hamburg.
Matthias Gillner ist verheiratet und Vater von vier Kindern.

## Schriften (Auswahl)
- Bartolomé de las Casas und die Eroberung des indianischen Kontinents. Das friedensethische Profil eines weltgeschichtlichen Umbruchs aus der Perspektive eines Anwalts der Unterdrückten (= Theologie und Frieden. Bd. 12). Kohlhammer, Stuttgart u. a. 1997, ISBN 3-17-013930-4.
- Praktische Vernunft und militärische Professionalität (= WIFIS aktuell. 23). Edition Temmen, Bremen 2002, ISBN 3-86108-021-4.
- Gewissensfreiheit unter den Bedingungen von Befehl und Gehorsam. Das Urteil des Bundesverwaltungsgerichts vom 21. Juni 2005 zur Gewissensfreiheit des Soldaten und die katholische Lehre von der Kriegsdienst- und Gehorsamsverweigerung aus Gewissensgründen (= Schriftenreihe Gerechtigkeit und Frieden. H. 117). Justitia et Pax, Bonn 2008, ISBN 978-3-940137-16-6.
- mit Stefan Bayer (Hrsg.): Soldaten im Einsatz. Sozialwissenschaftliche und ethische Reflexionen (= Sozialwissenschaftliche Schriften. H. 49). Duncker & Humblot, Berlin 2011, ISBN 978-3-428-13646-9.
- mit Volker Stümke (Hrsg.): Friedensethik im 20. Jahrhundert (= Theologie und Frieden. Bd. 42). Kohlhammer, Stuttgart 2011, ISBN 978-3-17-021837-6.
- mit Volker Stümke (Hrsg.): Kollateralopfer. Die Tötung von Unschuldigen als rechtliches und moralisches Problem (= Studien zur Friedensethik. Bd. 49). Nomos, Baden-Baden 2014, ISBN 978-3-8487-1908-2.
- mit Klaus Ebeling (Hrsg.): Ethik-Kompass. 77 Leitbegriffe. Herder, Freiburg im Breisgau u. a. 2014, ISBN 978-3-451-33283-8.